# Teschner (Orgelbau)
Die Orgelbaufirma Teschner wurde 1825 von Johann Gottlob Teschner (* 1801; † 1875) in Fürstenwalde gegründet.
Sein Urenkel Hermann Teschner (* 1928; † 1984) war der letzte Besitzer, mit ihm erlosch die Firma.

„Ein Instrumentenmacher, der mit allen Instrumenten handelte, sich schwerlich aber in der Neuherstellung versucht hat.“

Teschner bot in seiner Instrumentenbaufirma sogar Werkzeuge an. So bewarb der Förster Gustav Kielmann (Forsthaus Hasenfelde) seinen von ihm erfundenen Baumzirkel zur Vermessung des Durchmessers von Bäumen im August 1841 in der Allgemeinen Zeitung und betonte den Alleinvertrieb durch Teschner.
Wie unterschätzt die kleine Firma von Zeitgenossen war, zeigt sich in der Einschätzung des Musikdirektors Wieger, gleichzeitig Organist und Chordirigent der Kirche St. Marien in Königsberg:

„… daß ich den g. Teschner als einen rechtlichen, anspruchslosen, sehr fleißigen und in der Kunst vorwärts strebenden Mann kennen gelernt. Seine Aufgabe bei dem vor etwa 3 Jahren ausgeführten Bau einer kleinen Orgel mit Einem Manual und Pedal für eine Dorfkirche in hiesiger Nähe hat er im Allgemeinen recht lobenswerth gelöst; denn das Werkchen steht da in allen Theilen recht dauerhaft, kunstgerecht und gut gearbeitet …“

## Werke
- 1837 Dorfkirche bei Königsberg

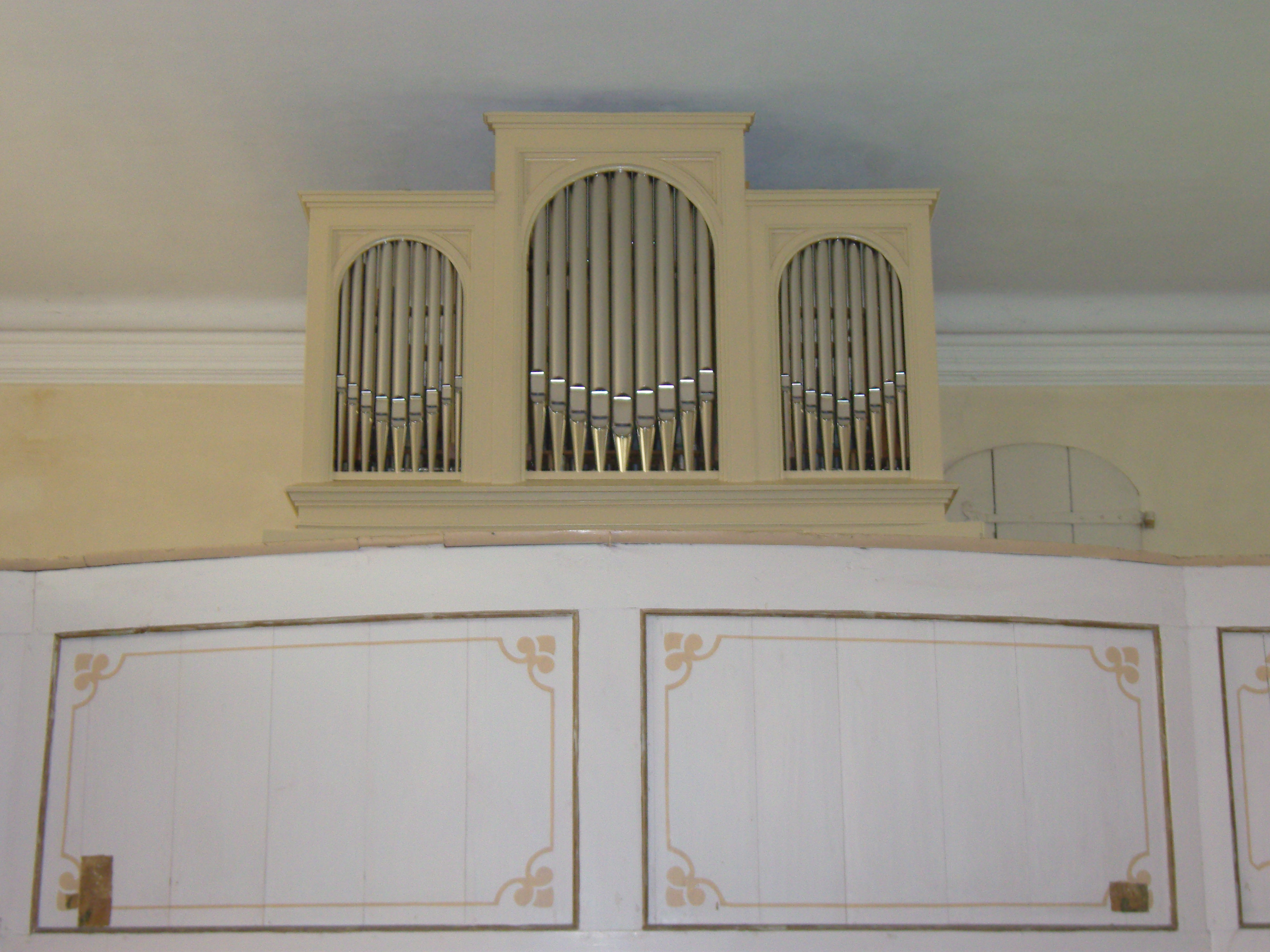
Orgel der Dorfkirche Dörrwalde

- Mitte des 19. Jahrhunderts Dorfkirche von Jänickendorf, nach dem Zweiten Weltkrieg zerstört[5]
- 1868 Dorfkirche von Dörrwalde, saniert 1910 von Wilhelm Sauer, 2008 von der Firma Sauer restauriert[6]
- 1871 Dorfkirche von Steinhöfel, saniert 2006–2007 von der Firma Sauer[7]
- 1900 Dorfkirche von Wernsdorf, bespielbar[8]